# Volodimir Anatolijovics Ivanov
Volodimir Anatolijovics Ivanov (ukránul: Володимир Анатолійович Іванов, oroszul: Владимир Анатольевич Іванов Vlagyimir Anatoljevics Ivanov; Leningrád, 1983. január 25. –) az első ukrán MotoGP-ben szereplő pilóta, a Gresini Moto2-es versenyzője.

## Sikerei
2003-ban és 2004-ben megnyerte az Orosz Supersport-bajnokságot, majd 2006-ban Németországban dobogós helyezések sokaságát szerezte meg, 2008-ban négy futamgyőzelmével az összetett pontverseny negyedik helyén zárt. 2009 végén írt alá Fausto Gresini Moto2-es alakulatához, ahol Toni Elías csapattársa lesz. Ivanov a legtöbb szakértő szerint a 2010-es holtszezon egyik legnagyobb (pozitív) meglepetését okozta, amikor a valenciai gyakorláson az összesített eredménylista hetedik helyén végzett, csupán kilenc tizeddel elmaradva a teszt győztesétől, Julián Simóntól, aki szintén a Moriwaki vázaival rótta a köröket.
Sokak szerint Ivanov a szép eredmények mellett egy erősnek nevezhető szponzorral is megörvendeztette munkaadóját, amikor megszerezte a Krím-félszigeten épülő versenypálya beruházóinak támogatását.